# Weißenborn (Hessen)
Weißenborn (Hessen) este o comună din landul Hessa, Germania.